# Let's Dance 2015
Let's Dance 2015 var den tionde säsongen av TV-programmet Let's Dance som hade premiär i TV4 den 27 februari. Programledare var som tidigare säsong Jessica Almenäs och David Hellenius. Domare var Dermot Clemenger, Ann Wilson och Tony Irving. Vinnare var Ingemar Stenmark och Cecilia Ehrling.

## Tävlande
- Nanne Grönvall och Tobias Wallin[3]
- Marie Serneholt och Kristjan Lootus[4]
- Ingemar Stenmark[4] och Cecilia Ehrling
- Jenny Strömstedt[4] och Stefano Oradei
- Jonas Björkman[4] och Veera Kinnunen
- Alexander Hermansson och Jeanette Carlsson
- Rebecca Stella Simonsson och Alexander Svanberg
- Jonas Hallberg och Malin Watson
- Simon Sköld och Maria Zimmerman

## Summa jurypoäng
| Par                    | Plats | 1  | 2  | 1+2 | 3  | 4  | 5  | 6        | 7        | 8        | 9           |
| ---------------------- | ----- | -- | -- | --- | -- | -- | -- | -------- | -------- | -------- | ----------- |
| Ingemar och Cecilia    | 1     | 17 | 17 | 34  | 15 | 20 | 19 | 21+4=25  | 17+21=38 | 24+22=46 | 27+28+28=83 |
| Marie och Kristjan     | 2     | 18 | 20 | 38  | 24 | 27 | 29 | 27+12=39 | 27+27=54 | 30+28=58 | 30+30+30=90 |
| Jonas B. och Veera     | 3     | 17 | 14 | 31  | 17 | 20 | 21 | 27+10=37 | 28+30=58 | 30+25=55 |             |
| Alexander och Jeanette | 4     | 11 | 25 | 36  | 23 | 21 | 24 | 19+8=27  | 26+27=53 |          |             |
| Jenny och Stefano      | 5     | 14 | 12 | 26  | 18 | 15 | 14 | 20+6=26  |          |          |             |
| Jonas H. och Malin     | 6     | 8  | 14 | 22  | 8  | 8  | 12 |          |          |          |             |
| Nanne och Tobias       | 7     | 13 | 19 | 32  | 20 | 18 |    |          |          |          |             |
| Simon och Maria        | 8     | 11 | 18 | 29  | 14 |    |    |          |          |          |             |
| Rebecca och Alexander  | 9     | 8  | 16 | 24  |    |    |    |          |          |          |             |

Röda siffror paret som fick lägst antal poäng från juryn den veckan.
Gröna siffror  paret som fick högst antal poäng från juryn den veckan.
     paret som blev utslagna från tävlingen.
     de två paren som fick lägst jurypoäng samt tittarröster.
     paret som var sist att kallas säker.
     vinnande paret.
     paret som kom på andra plats.

## Program

### Program 1
Sändes den 27 februari 2015. Danser som dansades i första programmet var cha-cha-cha, samba, slowfox och vals.
1. Marie Serneholt och Kristjan Lootus  - Cha cha (Ugly heart)
2. Alexander Hermansson och Jeanette Carlsson - Samba (Animals)
3. Jenny Strömstedt och Stefano Oradei - Slow fox (Uncondiationally)
4. Jonas Björkman och Veera Kinnunen - Samba (Vart jag än går)
5. Nanne Grönvall och Tobias Wallin - Cha cha (You shook me all night long)
6. Simon Sköld och Maria Zimmerman - Slow fox (Sky full of stars)
7. Jonas Hallberg och Malin Watson - Cha cha (All about that bass)
8. Rebecca Stella Simonsson och Alexander Svanberg - Samba (Boom clap)
9. Ingemar Stenmark och Cecilia Ehrling - Slow fox (Främling)

#### Juryns poäng
| Nr | Tävlingspar                                     | Dermot Clemenger | Ann Wilson | Tony Irving | Poängsumma |
| -- | ----------------------------------------------- | ---------------- | ---------- | ----------- | ---------- |
| 1  | Marie Serneholt och Kristjan Lootus             | 6                | 6          | 6           | 18         |
| 2  | Alexander Hermansson och Jeanette Carlsson      | 4                | 4          | 3           | 11         |
| 3  | Jenny Strömstedt och Stefano Oradei             | 5                | 5          | 5           | 15         |
| 4  | Jonas Björkman och Veera Kinnunen               | 6                | 6          | 5           | 17         |
| 5  | Nanne Grönvall och Tobias Wallin                | 4                | 5          | 4           | 13         |
| 6  | Simon Sköld och Maria Zimmerman                 | 4                | 4          | 3           | 11         |
| 7  | Jonas Hallberg och Malin Watson                 | 3                | 3          | 2           | 8          |
| 8  | Rebecca Stella Simonsson och Alexander Svanberg | 3                | 3          | 2           | 8          |
| 9  | Ingemar Stenmark och Cecilia Ehrling            | 5                | 6          | 6           | 17         |

#### Utröstningen
I de första programmet röstas ingen ut men nedan visas dock ändå de par som erhöll minst antal poäng sammanlagt från både tittare och jury
| Lägst antal poäng               |                                                 |
| Simon Sköld och Maria Zimmerman | Rebecca Stella Simonsson och Alexander Svanberg |

### Program 2
Sändes den 6 mars 2015. Danser som dansades i andra programmet är jive, quickstep och slowfox.
1. Jonas Björkman och Veera Kinnunen -  Quickstep (Ballroom blitz)
2. Jenny Strömstedt och Stefano Oradei - Jive  (Dry my soul)
3. Jonas Hallberg och Malin Watson - Slow fox (All of me)
4. Alexander Hermansson och Jeanette Carlsson - Quickstep (Wrapped up)
5. Ingemar Stenmark och Cecilia Ehrling - Jive (Waterloo)
6. Marie Serneholt och Kristjan Lootus  - Slow fox (Survivor)
7. Simon Sköld och Maria Zimmerman - Jive (Shake it off)
8. Nanne Grönvall och Tobias Wallin - Slow fox (I've got the world on a string)
9. Rebecca Stella Simonsson och Alexander Svanberg - Quickstep (Suddenly I see)

#### Juryns poäng
| Nr | Tävlingspar                                     | Dermot Clemenger | Ann Wilson | Tony Irving | Poängsumma |
| -- | ----------------------------------------------- | ---------------- | ---------- | ----------- | ---------- |
| 1  | Jonas Björkman och Veera Kinnunen               | 4                | 5          | 5           | 14         |
| 2  | Jenny Strömstedt och Stefano Oradei             | 5                | 4          | 3           | 12         |
| 3  | Jonas Hallberg och Malin Watson                 | 4                | 5          | 5           | 14         |
| 4  | Alexander Hermansson och Jeanette Carlsson      | 8                | 8          | 9           | 25         |
| 5  | Ingemar Stenmark och Cecilia Ehrling            | 6                | 6          | 5           | 17         |
| 6  | Marie Serneholt och Kristjan Lootus             | 7                | 7          | 6           | 20         |
| 7  | Simon Sköld och Maria Zimmerman                 | 7                | 6          | 5           | 18         |
| 8  | Nanne Grönvall och Tobias Wallin                | 6                | 6          | 7           | 19         |
| 9  | Rebecca Stella Simonsson och Alexander Svanberg | 6                | 5          | 5           | 16         |

#### Utröstningen
Listar de två par som erhöll minst tittar- och juryröster under de två första programmen.

Den av dessa två som är markerad med mörkgrå färg är den som tvingats lämna tävlingen (den till vänster).
| Lägst antal poäng                               |                                 |
| Rebecca Stella Simonsson och Alexander Svanberg | Simon Sköld och Maria Zimmerman |

### Program 3
Sändes den 13 mars 2015. Danser som dansades i tredje programmet var tango, jive och rumba.
1. Simon Sköld och Maria Zimmerman - Tango (The nights)
2. Jonas Björkman och Veera Kinnunen -  Jive  (Tell her about it)
3. Marie Serneholt och Kristjan Lootus  - Rumba (Girl on fire)
4. Alexander Hermansson och Jeanette Carlsson - Jive  (Girlfriend)
5. Nanne Grönvall och Tobias Wallin - Rumba (Tusen bitar)
6. Ingemar Stenmark och Cecilia Ehrling - Tango (Geronimo)
7. Jonas Hallberg och Malin Watson - Rumba (Thinking out loud)
8. Jenny Strömstedt och Stefano Oradei - Tango (Hela huset)

#### Juryns poäng
| Nr | Tävlingspar                                | Dermot Clemenger | Ann Wilson | Tony Irving | Poängsumma |
| -- | ------------------------------------------ | ---------------- | ---------- | ----------- | ---------- |
| 1  | Simon Sköld och Maria Zimmerman            | 4                | 5          | 5           | 14         |
| 2  | Jonas Björkman och Veera Kinnunen          | 6                | 6          | 5           | 17         |
| 3  | Marie Serneholt och Kristjan Lootus        | 8                | 8          | 8           | 24         |
| 4  | Alexander Hermansson och Jeanette Carlsson | 8                | 8          | 7           | 23         |
| 5  | Nanne Grönvall och Tobias Wallin           | 7                | 7          | 6           | 20         |
| 6  | Ingemar Stenmark och Cecilia Ehrling       | 4                | 6          | 5           | 15         |
| 7  | Jonas Hallberg och Malin Watson            | 3                | 3          | 2           | 8          |
| 8  | Jenny Strömstedt och Stefano Oradei        | 6                | 6          | 6           | 18         |

#### Utröstningen
Listar de två par som erhöll minst tittar- och juryröster i programmet.

Den av dessa två som är markerad med mörkgrå färg är den som tvingats lämna tävlingen (den till vänster).
| Lägst antal poäng               |                                   |
| Simon Sköld och Maria Zimmerman | Jonas Björkman och Veera Kinnunen |

### Program 4
Sändes den 20 mars 2015. Danser som dansades i fjärde programmet var cha-cha, jive och samba.
1. Nanne Grönvall och Tobias Wallin - Jive (Crazy little thing called love)
2. Alexander Hermansson och Jeanette Carlsson - Cha-cha  (To the end)
3. Marie Serneholt och Kristjan Lootus  - Jive (Can't buy me love)
4. Ingemar Stenmark och Cecilia Ehrling - Samba (Diamonds are a girls best friend)
5. Jonas Hallberg och Malin Watson - Jive  (Heartbeat song)
6. Jenny Strömstedt och Stefano Oradei - Samba (När vi gräver guld i USA)
7. Jonas Björkman och Veera Kinnunen -  Cha-cha (Waka waka)

#### Juryns poäng
| Nr | Tävlingspar                                | Dermot Clemenger | Ann Wilson | Tony Irving | Poängsumma |
| -- | ------------------------------------------ | ---------------- | ---------- | ----------- | ---------- |
| 1  | Nanne Grönvall och Tobias Wallin           | 7                | 6          | 5           | 18         |
| 2  | Alexander Hermansson och Jeanette Carlsson | 7                | 7          | 7           | 21         |
| 3  | Marie Serneholt och Kristjan Lootus        | 9                | 9          | 9           | 27         |
| 4  | Ingemar Stenmark och Cecilia Ehrling       | 7                | 7          | 6           | 20         |
| 5  | Jonas Hallberg och Malin Watson            | 3                | 3          | 2           | 8          |
| 6  | Jenny Strömstedt och Stefano Oradei        | 6                | 5          | 4           | 15         |
| 7  | Jonas Björkman och Veera Kinnunen          | 7                | 7          | 6           | 20         |

#### Utröstningen
Listar de två par som erhöll minst tittar- och juryröster i programmet.

Den av dessa två som är markerad med mörkgrå färg är den som tvingats lämna tävlingen (den till vänster).
| Lägst antal poäng                |                                     |
| Nanne Grönvall och Tobias Wallin | Jenny Strömstedt och Stefano Oradei |

### Program 5
Sändes den 27 mars 2015. Danser som dansades i femte programmet är cha-cha, slowfox och tango.
1. Ingemar Stenmark och Cecilia Ehrling - Cha-cha (Ain't no mountain high enough)
2. Jonas Björkman och Veera Kinnunen -  Slowfox (Heroes)
3. Jonas Hallberg och Malin Watson - Tango (Yes sir, I can boogie)
4. Jenny Strömstedt och Stefano Oradei - Cha-cha (Kärleken är evig)
5. Marie Serneholt och Kristjan Lootus  - Tango (I promised myself)
6. Alexander Hermansson och Jeanette Carlsson - Slowfox (Forever starts today)

#### Juryns poäng
| Nr | Tävlingspar                                | Dermot Clemenger | Ann Wilson | Tony Irving | Poängsumma |
| -- | ------------------------------------------ | ---------------- | ---------- | ----------- | ---------- |
| 1  | Ingemar Stenmark och Cecilia Ehrling       | 6                | 6          | 7           | 19         |
| 2  | Jonas Björkman och Veera Kinnunen          | 7                | 7          | 7           | 21         |
| 3  | Jonas Hallberg och Malin Watson            | 4                | 5          | 3           | 12         |
| 4  | Jenny Strömstedt och Stefano Oradei        | 5                | 5          | 4           | 14         |
| 5  | Marie Serneholt och Kristjan Lootus        | 10               | 9          | 10          | 29         |
| 6  | Alexander Hermansson och Jeanette Carlsson | 8                | 8          | 8           | 24         |

#### Utröstningen
Listar de två par som erhöll minst tittar- och juryröster i programmet.

Den av dessa två som är markerad med mörkgrå färg är den som tvingats lämna tävlingen (den till vänster).
| Lägst antal poäng               |                                   |
| Jonas Hallberg och Malin Watson | Jonas Björkman och Veera Kinnunen |

### Program 6
Sändes den 3 april 2015. Danser som dansades i sjätte programmet var rumba, quickstep, samba och swing.

#### Danser

##### Dans 1
1. Alexander Hermansson och Jeanette Carlsson - Rumba (En värld full av liv)
2. Jenny Strömstedt och Stefano Oradei - Quickstep (Show me how to Burlesque)
3. Marie Serneholt och Kristjan Lootus  - Samba (Place for us)
4. Ingemar Stenmark och Cecilia Ehrling - Quickstep (You're the one that I want)
5. Jonas Björkman och Veera Kinnunen -  Rumba (Love me like you)

##### Dans 2
1. Alexander Hermansson och Jeanette Carlsson - Swing (Danger Zone)
2. Jenny Strömstedt och Stefano Oradei - Swing (Great balls of fire)
3. Marie Serneholt och Kristjan Lootus  - Swing (Footloose)
4. Ingemar Stenmark och Cecilia Ehrling - Swing (Miserlou)
5. Jonas Björkman och Veera Kinnunen -  Swing (Yes)

#### Juryns poäng
| Nr | Tävlingspar                                | Dermot Clemenger | Ann Wilson | Tony Irving | Extra poäng | Poängsumma |
| -- | ------------------------------------------ | ---------------- | ---------- | ----------- | ----------- | ---------- |
| 1  | Alexander Hermansson och Jeanette Carlsson | 6                | 7          | 6           | 8           | 27         |
| 2  | Jenny Strömstedt och Stefano Oradei        | 7                | 6          | 7           | 6           | 26         |
| 3  | Marie Serneholt och Kristjan Lootus        | 9                | 10         | 8           | 12          | 39         |
| 4  | Ingemar Stenmark och Cecilia Ehrling       | 7                | 7          | 7           | 4           | 25         |
| 5  | Jonas Björkman och Veera Kinnunen          | 9                | 9          | 9           | 10          | 37         |

#### Utröstningen
Listar de två par som erhöll minst tittar- och juryröster i programmet.

Den av dessa två som är markerad med mörkgrå färg är den som tvingats lämna tävlingen (den till vänster).
| Lägst antal poäng                   |                                     |
| Jenny Strömstedt och Stefano Oradei | Marie Serneholt och Kristjan Lootus |

### Program 7
Sändes den 10 april 2015. Danser som dansades i sjunde programmet var rumba, tango, quickstep, vals, cha cha, samba, slowfox och paso doble.

#### Danser

##### Dans 1
1. Ingemar Stenmark och Cecilia Ehrling - Rumba (Sting)
2. Alexander Hermansson och Jeanette Carlsson - Tango (Frank)
3. Marie Serneholt och Kristjan Lootus  - Quickstep (Vittring)
4. Jonas Björkman och Veera Kinnunen -  Tango (Hos dig är jag underbar)

##### Dans 2
1. Ingemar Stenmark och Cecilia Ehrling - Vals (Come away with me) och Cha cha (Am I strong)
2. Alexander Hermansson och Jeanette Carlsson - Vals (You make me feel like a natural woman) och Samba (Love me harder)
3. Marie Serneholt och Kristjan Lootus  - Slowfox (Habits (Stay high)) och  Paso Doble (Paper light)
4. Jonas Björkman och Veera Kinnunen -  Quickstep (Are you gonna be my girl) och  Paso Doble (I love it)

#### Juryns poäng
| Nr | Tävlingspar                                | Dermot Clemenger | Ann Wilson | Tony Irving | Poängsumma |
| -- | ------------------------------------------ | ---------------- | ---------- | ----------- | ---------- |
| 1  | Ingemar Stenmark och Cecilia Ehrling       | 6+7              | 6+7        | 5+7         | 17+21=38   |
| 2  | Alexander Hermansson och Jeanette Carlsson | 9+9              | 9+9        | 8+9         | 26+27=53   |
| 3  | Marie Serneholt och Kristjan Lootus        | 9+9              | 8+9        | 10+9        | 27+27=54   |
| 4  | Jonas Björkman och Veera Kinnunen          | 10+10            | 9+10       | 9+10        | 28+30=58   |

#### Utröstningen
Listar de två par som erhöll minst tittar- och juryröster i programmet.

Den av dessa två som är markerad med mörkgrå färg är den som tvingats lämna tävlingen (den till vänster).
| Lägst antal poäng                          |                                     |
| Alexander Hermansson och Jeanette Carlsson | Marie Serneholt och Kristjan Lootus |

### Program 8
Sändes den 17 april 2015. Danser som dansades i åttonde programmet var disco, broadway, hip hop, slowfox, tango och quickstep.

#### Danser

##### Dans 1
1. Marie Serneholt och Kristjan Lootus  - Disco (YMCA)
2. Ingemar Stenmark och Cecilia Ehrling - Broadway (Cabaret)
3. Jonas Björkman och Veera Kinnunen -  Hip hop (Survivor)

##### Dans 2
1. Marie Serneholt och Kristjan Lootus  - Slowfox (Survivor)
2. Ingemar Stenmark och Cecilia Ehrling - Tango (Geronimo)
3. Jonas Björkman och Veera Kinnunen -  Quickstep (Ballroom blitz)

#### Juryns poäng
| Nr | Tävlingspar                          | Dermot Clemenger | Ann Wilson | Tony Irving | Poängsumma |
| -- | ------------------------------------ | ---------------- | ---------- | ----------- | ---------- |
| 1  | Marie Serneholt och Kristjan Lootus  | 10+10            | 10+8       | 10+10       | 30+28=58   |
| 2  | Ingemar Stenmark och Cecilia Ehrling | 8+7              | 8+7        | 8+8         | 24+22=46   |
| 3  | Jonas Björkman och Veera Kinnunen    | 10+8             | 10+8       | 10+9        | 30+25=55   |

#### Utröstningen
Listar det par som erhöll minst tittar- och juryröster i programmet.
| Lägst antal poäng                 |
| Jonas Björkman och Veera Kinnunen |

### Program 9
Sändes den 24 april 2015. Danser som dansades i nionde programmet var jive, samba, tango, quickstep och showdans.

#### Danser

##### Dans 1
1. Marie Serneholt och Kristjan Lootus  - Jive (Can't buy me love)
2. Ingemar Stenmark och Cecilia Ehrling - Samba (Diamonds are a girl's best friend)

##### Dans 2
1. Marie Serneholt och Kristjan Lootus  - Tango (I promised myself)
2. Ingemar Stenmark och Cecilia Ehrling - Quickstep (You're the one that I want)

##### Dans 3
1. Marie Serneholt och Kristjan Lootus  - Showdans (Livin' la vida loca)
2. Ingemar Stenmark och Cecilia Ehrling - Showdans (James Bond)

#### Juryns poäng
| Nr | Tävlingspar                          | Dermot Clemenger | Ann Wilson | Tony Irving | Poängsumma  |
| -- | ------------------------------------ | ---------------- | ---------- | ----------- | ----------- |
| 1  | Marie Serneholt och Kristjan Lootus  | 10+10+10         | 10+10+10   | 10+10+10    | 30+30+30=90 |
| 2  | Ingemar Stenmark och Cecilia Ehrling | 9+9+9            | 9+10+9     | 9+9+10      | 27+28+28=83 |

#### Vinnare
Listar nedan det par som erhöll flest antal tittarröster och därmed vann Let's Dance 2015.
| Vinnare                              |
| Ingemar Stenmark och Cecilia Ehrling |